# 박부성 (수학자)
박부성(1971년 ~ )은 대한민국의 수학자이자, 수학 퍼즐인이다.

## 생애
서울대학교 수학교육과 학사와 수학과 석사, 박사를 받았다. 인터넷에서 수학 퍼즐을 풀고 사이트를 열어 유명해졌다. 박사 수료 후 재능교육에서 병역특례 연구원으로 복무했다. 병역특례를 마치고 서울대 수학과에서 박사학위를 받았다. 그리고 마산에 있는 경남대학교 수학교육과 교수가 되었고, 수학 대중화에 기여하여 2021년 과학기술정보통신부 장관 표창을 받았다.